# ولمینفری
ولمینفری (به فرانسوی: Velleminfroy) یک کمون در فرانسه است که در Canton of Saulx واقع شده‌است.

## خصوصیات
ولمینفری ۶٫۰۲ کیلومترمربع مساحت و ۲۷۷ نفر جمعیت دارد.